# Федериго III (II)
Федериго (Федерико) III (II) (сиц. Fidiricu III (II), итал. Federico III (II); 13 декабря 1272, Барселона — 25 июня 1337 или 3 июля 1337, Патерно, Сицилия) — регент с 1291 год, а с 1295 года — король Сицилии из Барселонской (в Сицилии — Арагонской) династии, третий сын короля Арагона и Сицилии Педро, и Констанции Сицилийской.

## Порядковый номер Федериго
Как король Сицилии он по справедливости должен называться Федериго Второй, так как единственным его тезкой из предшественников на сицилийском престоле был его прадед Федериго I (1196—1250). Тем не менее, Федериго был одним из немногих современных ему монархов, официально титуловавшихся с порядковым номером — «Федерико III» (лат. Fredericus tercius). По одной из версий, он сделал это из-за пророчестве о третьем Фридрихе (Федериго)

## Вступление на престол
По завещанию Педро III его обширные владения были разделены между двумя его старшими сыновьями. Альфонсо III (1265 — 18 июля 1291) получил королевства Арагон и Валенсию, а также графство Барселона (Каталония). Второй сын Хайме (10 августа 1267 — 2 ноября 1327) унаследовал королевство Сицилию. Оба короля находились под папским отлучением, им обоим угрожало возобновление провозглашенного Мартином IV крестового похода. После внезапной кончины Альфонсо III его владения унаследовал Хайме, объединив под своей властью таким образом владения, ранее принадлежавшие Педро III. Уезжая в Испанию, Хайме II оставил своим регентом в Сицилии следующего по старшинству брата Федериго.
В ходе продолжающейся войны между Анжуйским и Арагонским домами Федериго успешно защищал Сицилию от неаполитанцев. Между тем, Хайме II, испытывая значительные трудности с Унией в Арагоне и опасаясь возобновления войны с Францией, был вынужден пойти на переговоры с папой и Карлом II.
По договору в Ананьи (10 июня 1295 года) Хайме II возвращал Сицилию папе, который передавал остров зятю Карла II Карлу Валуа. Последний за это отказывался от короны Арагона, полученной им от Мартина IV. Хайме II получал от папы Бонифация VIII прощение, подтверждение своего королевского титула в Арагоне и Валенсии и, в качестве папского фьефа, острова Сардинию и Корсику, которые впрочем ещё надо было завоевать.
Сицилийцы отказались признать договор, заключенный за их спиной и отдающий их под власть французов. Федериго при поддержке сицилийских сословий отверг договор Ананьи, 12 декабря 1295 года принял титул правителя Сицилии. 15 января 1296 года сицилийский парламент в Катании провозгласил Федериго королём. 25 марта 1296 года он был коронован в соборе Палермо.

## Признание независимого Сицилийского королевства
Коронация Федериго II означала возобновление войны с Неаполем, на стороне которого теперь выступал и родной брат сицилийского короля Хайме II. В числе сицилийских сторонников Хайме II были и герои предыдущей войны — Джованни Прочида и Руджеро ди Лауриа, перешедшие на службу к Карлу II. Война продолжалась семь лет с переменным успехом.
Федериго высадился в Калабрии, где занял несколько городов; он поддерживал партию гибеллинов в Тоскане, а также семью Колонна — римских противников папы Бонифация VIII. В то же время Руджеро де Лауриа разбил сицилийский флот в сражении у мыса Орландо, что позволило неаполитанской армии высадиться на Сицилии и взять Катанию. Однако в 1299 году Федериго II разгромил неаполитанскую армию при Фальконарии и взял в плен Филиппа, одного из сыновей Карла II.
В 1302 году последовало новое вторжение на Сицилию, на этот раз армией командовал Карл Валуа. Вскоре в его армии началась эпидемия, и он был вынужден отступить. Неудачная интервенция Карла Валуа привела Карла II к необходимости примириться с Федериго II.
По договору в Кальтабеллотте (август 1302) Федериго II был признан Карлом II в качестве пожизненного короля Тринакрии (древнее название Сицилии). Титул короля Сицилии остался за Карлом II, хотя фактически в его руках осталась лишь континентальная часть прежнего королевства Отвилей и Гогенштауфенов. Федериго II женился на Элеоноре, дочери Карла II. После смерти Федериго II Сицилия должна была вернуться под власть Анжуйской династии. Хотя договором Федериго номинально оставлялась лишь пожизненная корона Тринакрии, а не наследственная корона Сицилии, договор в Кальтабеллотте означал победу Федериго II. Фактически Сицилийское королевство осталось в его руках, а его преемники никогда и не предполагали возвращать Сицилию своим противникам. 1302 год является рубежом, после которого можно говорить о двух независимых королевствах — Неаполитанском (с Анжуйской династией) и Сицилийском (с Арагонским домом).
9 августа 1314 года Федериго II вновь официально принял титул короля Сицилии.

## Реформы Федериго II
Нуждаясь в поддержке сицилийцев, Федериго II издал несколько законов, определивших на несколько веков внутреннюю жизнь Сицилии. Этими законами были Constitutiones regales, Capitula Alia, Ordinationes generales. В соответствии с этими законами в Сицилии создавался парламент, состоявший из представителей знати, духовенства и горожан.

## Последующие войны
В 1313 году, в разгар конфликта между неаполитанским королём Робертом и императором Генрихом VII, Федериго II высадился в Калабрии и захватил Реджо, а также направил флот к берегам Тосканы на помощь императору. После смерти Генриха VII Федериго II остался один на один с Неаполем, и после продолжительной войны стороны примирились в 1317 году.
Тем не менее, Федериго II продолжал поддерживать гибеллинов в Северной Италии и конфисковал для этого доходы Церкви, собранные в Сицилии. В ответ папа Иоанн XXII отлучил Федериго от Церкви в 1321 году и наложил на Сицилию интердикт (1321—1335). Война между Сицилией и Неаполем возобновилась. Преемник Иоанна XXII Бенедикт XII отменил интердикт и потребовал примирения соперников. После неудачных переговоров война возобновилась. В разгар её 25 июня 1337 года Федериго II скончался в Пантерно, недалеко от Катании. Он погребен в кафедральном соборе Катании. Ещё в 1321 году Федериго II короновал своего сына Педро II в качестве короля Тринакрии, и после смерти отца, в нарушение договора в Кальтабеллотте, Педро II беспрепятственно занял престол.

## Семья и дети
Федериго II был женат с 17 мая 1302 года на Элеоноре Анжуйской, дочери короля Неаполя Карла II. У них в браке было девять детей:
1. Педро (1304—1342) — король Сицилии (официально — Тринакрии) с 1337 года;
2. Роджер (род. 1305), умер молодым;
3. Манфред (1306—1317) — герцог Афин и Неопатрии;
4. Констанция — с 16 октября 1317 года жена короля Кипра Генриха II, в 1331 году вышла замуж за короля Киликийской Армении Левона V, в 1343 году — за коннетабля Кипра Жана де Лузиньяна;
5. Елизавета (1310—1349) — в 1328 году вышла замуж за баварского герцога Стефана II;
6. Гульельмо (Вильгельм) (1312—1338) — князь Таранто, герцог Афин и Неопатрии;
7. Джованни (1317—1348) — граф Рандаццо, герцог Афин и Неопатрии, регент Сицилии с 1338 года при Педро II и Людовике;
8. Катерина (1320—1342);
9. Маргарет (1331—1360) — в 1348 году вышла замуж за пфальцграфа Рудольфа II